# Les Vendanges de l'amour
Les Vendanges de l'amour est une chanson de Marie Laforêt. Elle est initialement parue en 1963 sur l'EP Marie Laforêt (aussi appelé Marie Laforêt vol. 1) .

## Développement et composition
La chanson a été écrite par Danyel Gérard et Michel Jourdan.

## Listes des pistes
EP 7" 45 tours Marie Laforêt (1963, Festival FX 45 1331, France)
A1. Les Vendanges de l'amour (2:37)
A2. Tu fais semblant (2:29)
B1. Mary Ann (3:01)
B2. Les Jeunes filles (2:19)
EP 7" 45 tours Les Vendanges de l'amour / Viens sur la montagne / Le Lit de Lola / Katy cruelle (Musidisc VI 330, France)
A1. Les Vendanges de l'amour (2:25)
A2. Le Lit de Lola (2:43)
B1. Viens sur la montagne (Tell It on the Mountain) (2:20)
B2. Katy cruelle
Single 7" 45 tours (1963, Disques Festival FX 109, Italie)
1. La vendemmia dell'amore (Les vendanges de l'amour)
2. Che male c'è (Tu fais semblant)[3]

## Classements
Les Vendanges de l'amour
| Classement (1963)                       | Meilleure position |
| --------------------------------------- | ------------------ |
| Espagne                                 | 2                  |
| France (IFOP)                           | 4                  |
| Belgique (Wallonie Ultratop 50 Singles) | 9                  |